# Tutta colpa dell'amore
Tutta colpa dell'amore (Sweet Home Alabama) è un film del 2002 diretto da Andy Tennant.

## Trama
Melanie Smooter, originaria dell'Alabama e stilista di successo di New York, ha adottato il cognome Carmichael per nascondere le sue povere radici meridionali e sta per sposare Andrew Hennings, lo scapolo più ambito della città e figlio di Kate, sindaco di New York, che non vede di buon occhio la loro relazione che teme che possa compromettere gli impegni del figlio che sta per candidarsi alla presidenza degli Stati Uniti. Melanie, nonostante le sue radici e i suoi impegni, è comunque intenzionata a sposare Andrew. L'unico problema è che lei non ha ancora finalizzato il divorzio dal marito, Jake Perry, campagnolo amico d'infanzia, che lei aveva sposato quando era ancora adolescente e che aveva lasciato dopo aver abortito il loro figlio. Torna così al suo paese natale ma Jake è ancora innamorato di Melanie e si rifiuta di firmare i documenti del divorzio. A questo punto Melanie gli svuota il conto corrente e una sera lo segue in un bar dove Jake si incontra con alcuni amici. Qui Melanie si ubriaca, insulta la comitiva (tra cui i suoi vecchi compagni di scuola) e confessa pubblicamente l'omosessualità del loro amico Bobby Ray. Jake la porta via per non farla guidare ubriaca ma la ragazza vomita. Al suo risveglio, trova i documenti del divorzio firmati.
A questo punto, Melanie si scusa con Bobby Ray e i suoi amici e rimette i soldi sul conto corrente di Jake. Questi le confessa che, dopo la separazione, era andato a New York per riconquistarla ma non sentendosi alla sua altezza si è tirato indietro per fare prima qualcosa per sé stesso. I due arrivano a passare del tempo insieme e a riavvicinarsi ma l'arrivo di Andrew sul luogo riporta Melanie sui suoi progetti. Il fidanzato però scopre le vere origini di Melanie e si arrabbia per non avergli mai detto di essere sposata. Con ciò si allontana ma poi ritorna confessandole il suo amore e così i due continuano i preparativi del matrimonio.  
Melanie riceve l'arrivo dei suoi amici newyorkesi con cui si reca presso un resort; all'interno c'è una galleria di sculture in vetro che subito ammirano e realizzano che sono identiche a quelle viste a New York. L'artista è Jake e lui è il proprietario del resort.
Nella tenuta di Carmichael, inizia la celebrazione del matrimonio di Andrew e Melanie ma arriva un avvocato che interrompe la cerimonia poiché Melanie non ha mai firmato i documenti del divorzio. A questo punto, lei ammette di essere ancora innamorata di Jake. Così Melanie e Andrew si lasciano augurandosi ogni bene ma la madre di Andrew reagisce male insultando Melanie, la sua famiglia e l'intera cittadina. Melanie la mette ko con un pugno in faccia dopodiché si reca alla spiaggia dove c'è Jake e gli dichiara il suo amore tornando insieme dato che sono ancora sposati.
Tempo dopo, Andrew è fidanzato con un'altra ragazza mentre Melanie e Jake avranno una figlia e, mentre Melanie continua la sua carriera di stilista, Jake apre un franchising a New York.

## Riconoscimenti
- 2003 - MTV Movie Awards
  - Nomination Miglior performance femminile a Reese Witherspoon
- 2003 - Teen Choice Awards
  - Miglior film commedia
  - Miglior alchimia a Reese Witherspoon e Josh Lucas
  - Nomination Miglior attrice in un film commedia a Reese Witherspoon
  - Nomination Miglior cattivo a Candice Bergen
- 2003 - GLAAD Media Awards
  - Nomination Miglior film della grande distribuzione
- 2003 - BMI Film & TV Award
  - Miglior colonna sonora a George Fenton
- 2003 - Golden Trailer Awards
  - Nomination Miglior film romantico
- 2003 - Hollywood Makeup Artist and Hair Stylist Guild Awards
  - Nomination Migliori acconciature a Anne Morgan